# Palau dels Català de Valeriola
El palau dels Català de Valeriola, situat en la plaça de Nules, número 2, és un edifici històric de la ciutat de València. Igual que molts altres palaus valencians, ha experimentat múltiples intervencions i reformes, en este cas des del segle xv fins a 2006, any de l'última rehabilitació integral.
L'edifici, seguint les pautes del gòtic civil, s'organitza entorn d'un pati central amb una escala en angle que conduïx a la planta noble, decorada amb una motlura en ziga-zaga. De la fàbrica gòtica tan sols en queden alguns elements estructurals, com ara la referida escala, els arcs escarsers que delimiten el pati i la llinda d'un dels finestrals geminats.

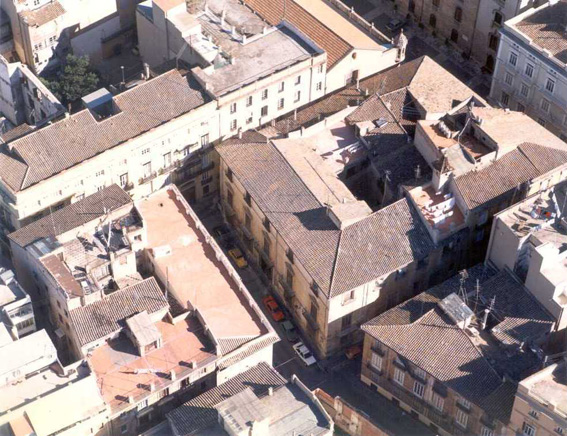
Palau dels Català de Valeriola

La gran reforma de l'immoble en la seua configuració actual va tindre lloc en 1727, quan es va comprar la casa contigua, de manera que el palau va passar a ocupar quasi la totalitat de l'illa i la frontera principal es va traslladar a la plaça de Nules, canviant-se així l'orientació de l'edifici. Es reflectixen a l'exterior els quatre nivells tradicionals en què es dividixen els palaus valencians: un semisoterrani, dedicat a magatzem; l'entresol, utilitzat com planta del servei; la planta noble, on es troba la residència senyorial i el pis alt, on se situen les habitacions dels criats i les golfes. Tot el cos de la façana està construït en fàbrica de rajola, assentada sobre un basament de carreus a manera de sòcol. Destaquen les grans balconades de la planta noble, recolzades sobre tornapuntes: La porta principal, amb llinda de pedra picada, dona pas a un ampli vestíbul dividit en dues crugies per un arc escarser al voltant del qual s'obrin diverses dependències i les dues escales laterals que donen pas a l'entresol i la planta principal.
En el segle xix, per canvi de propietat, se substituïx l'escut dels Català pel de la família Escofet. Posteriorment es va realitzar una intervenció neogòtica en el pati, en el qual es van obrir grans balconades sobre els arcs escarsers i es va reformar la porta d'accés al pis principal.
Entre 2002 i 2006 es va portar a terme la rehabilitació integral de l'edifici, actuació que ha aportat el descobriment de cassetonats, la reconstitució espacial de dependències i la repristinació decorativa i cromàtica dels paraments.
L'any 2003 va ser adquirit per la Generalitat Valenciana per a ser la seu del Departament de Vicepresidència, però en 2012 va posar-se en venda. Fon adquirit per la Fundació Hortensia Herrero i està previst que l'any 2021 obrirà novament les seues portes per a convertir-se en un espai de referència gràcies a la seua col·lecció d'art contemporani.